# Завоевание Мекки
Завоева́ние Ме́кки (араб. فتح مكة‎ — букв. открытие Мекки‎) мусульманами во главе с пророком Мухаммедом произошло 11 января 630 года. Поводом для похода на Мекку стало нарушение Худайбийского мирного договора со стороны мекканских курайшитов. После завоевания пророк Мухаммед разрушил всех идолов, находившихся возле Каабы, принял присягу у жителей Мекки и через пятнадцать дней отправился в поход на Хунайн.

## Предыстория
По мирному договору, заключённому в Худайбие, каждое племя могло заключить союз или с мусульманами, или с курайшитами по своему выбору. Племя Хузаа вошло под покровительство пророка Мухаммеда, а племя Бакр – под покровительство курайшитов. После заключения договора между племенами Бану Бакр и Бану Хузаа произошла ссора. Бану Бакр попросили помощи у курайшитов, и те помогли им оружием и верховыми животными. Среди тех, кто воевал на их стороне, были курайшиты Сафван ибн Умайя, Икрима ибн Абу Джахль и Сухайл ибн Амр. Племя Хузаа отступило в запретную территорию, но Бакр сражались и там, убив более двадцати человек.
В итоге Худайбийский мирный договор между пророком Мухаммедом и курайшитами был нарушен. Сожалея о случившемся, курайшиты отправили к пророку Мухаммеду Абу Суфьяна в надежде обновить Худайбийский договор и продлить его срок. Пророк Мухаммед отказался заключать новое соглашение и принял решение завоевать Мекку.

## Письмо Хатиба
Когда мусульмане готовились к походу на Мекку, Хатиб ибн Абу Балтаа написал письмо к курайшитам. В нём он сообщил о готовящемся походе. Письмо было отдано женщине, которой назначили вознаграждение. Женщина спрятала письмо в волосах и отправилась в путь.
Получив откровение, пророк Мухаммед отправил Али ибн Абу Талиба и аз-Зубайра ибн аль-Аввама за женщиной. Догнав её в аль-Халике, на территории Бану Абу Ахмад, Али и аз-Зубайр стали рыться в её багаже, но ничего не нашли. После того как Али ибн Абу Талиб пригрозил ей раздеванием, она расплела косички на голове, вытащила письмо и отдала его. Получив письмо, пророк Мухаммед вызвал Хатиба и спросил: «О Хатиб! Что побудило тебя на это?» Хатиб ответил: «О Посланник Аллаха! Клянусь, я верю в Аллаха и Его посланника, не изменился в своей вере и не изменял ей. Но я человек без знатного рода и племени. А у них находятся мой сын и моя семья. Я угождал курайшитам ради своей семьи». Умар ибн аль-Хаттаб воскликнул: «О Посланник Аллаха! Позволь мне, я отрублю ему голову. Этот человек стал лицемером». Пророк Мухаммед сказал: «Но он принял участие в кампании при Бадре. Откуда ты знаешь, может быть, Всевышний Аллах, зная о положении участников войны в Бадре, сказал так: «Делайте, как хотите. Я прощаю ваши грехи!»
По мнению комментаторов Корана, первые аяты суры Аль-Мумтахана были ниспосланы про Хатиба ибн Абу Балтаа:

О вы, которые уверовали! Не вступайте в дружбу с Моим врагом и вашим врагом. Вы предлагаете им дружбу, но они до того отвергли истину, которая явилась вам. Они изгоняют Посланника и вас [из Мекки] за то, что вы веруете в Аллаха, вашего Господа. Если вы выступили, чтобы явить рвение на Моём пути и искать Моего благоволения, [то не дружите с Моим врагом], утаивая [передо Мной] дружеские чувства к ним. Я знаю то, что вы таите, и то, что вы возглашаете. И тот из вас, кто так поступает, сошёл с пути истины. 
—  60:1 (Османов)

## Поход в Мекку
По приказу пророка Мухаммеда, из ближайших арабских племён Аслам, Гифар, Музайна, Джухайна, Ашджа и Сулайм было собрано войско численностью до десяти тысяч человек. Руководство Мединой было поручено Абу Рухуме Кульсуму.
Ничего не подозревавшие курайшиты отправили Абу Суфьяна, Хакима ибн Хазама и Будайла ибн Варка к пророку Мухаммеду для того, чтобы те взяли гарантию неприкосновенности для них. Увидя войско, путники приблизились к нему. После разговора с Аббасом ибн Абд аль-Мутталибом Абу Суфьян принял ислам. Двое других приняли ислам после разговора с пророком Мухаммедом.

## Завоевание
Войдя в Мекку, мусульмане не встретили сопротивления, за исключением Халида ибн Валида, который встретил Сафвана ибн Умайю, Сухайла ибн Амра и Икриму ибн Абу Джахля с группой курайшитов. В результате сражения было убито 12 курайшитов, а из мусульман погибли Карз ибн Джабир и Хубайш ибн Халид.
Для пророка Мухаммеда разбили шатер возле горы Хаджун. Он совершил обход вокруг Каабы на своей верблюдице. Разрушив всех идолов, находившихся возле Каабы, пророк Мухаммед совершил двукратную молитву.

## Принятие ислама
После завоевания Мекки пророк Мухаммед принял присягу у жителей Мекки. Он пробыл в Мекке пятнадцать дней, а затем отправился в Хунайн. Правителями Мекки стали Уттаба ибн Усайд и Муаз ибн Джабаль.